# Love Is Here
Love Is Here è l'album di debutto della band Starsailor. Uscì nel 2001.

## Tracce
1. Tie Up My Hands – 5:46
2. Poor Misguided Fool – 3:51
3. Alcoholic – 2:56
4. Lullaby – 4:13
5. Way to Fall – 4:30
6. Fever – 4:03
7. She Just Wept – 4:12
8. Talk Her Down – 4:11
9. Love Is Here – 4:41
10. Good Souls – 4:53
11. Coming Down – 14:30 (la traccia finisce a 3:07)

L'album include anche una ghost track a 13:35 dell'ultima traccia Coming Down. È poco meno di un minuto di humming di accompagnamento sulla canzone stessa, eseguito da tutti i componenti della band.
La canzone Way to Fall è utilizzata nei titoli di coda di Metal Gear Solid 3.

## Formazione
- Ben Byrne – batteria
- James 'Stel' Stelfox – basso
- James Walsh – voce, chitarra
- Barry Westhead – tastiera